# 더 킹 (2017년 영화)
"더 킹"은 2017년 1월 18일에 개봉한 대한민국의 영화이다.

## 줄거리
제5공화국의 전두환 정부부터 제6공화국 이명박 정부까지 대한민국의 현대사를 배경으로 권력을 농단해온 검사들의 이야기이며, 무소불위 권력을 쥐고 폼나게 살고 싶었던 남자가 나라를 입맛대로 좌지우지하는 권력의 설계자를 만나서 세상의 왕으로 올라서기 위해 펼치는 이야기이다.

## 기타
- "더 킹"의 배경이 된 전남 목포가 부정적으로 그려진 데 대해 목포시의회는 2016년 1월 25일 "영화 속 목포의 모습으로 인해 지역 이미지 실추가 우려된다"는 주장이 담긴 보도자료를 발표했다. 영화에서 등장하는 조직폭력배 '들개파(두목 김응수 / 김의성 분)'라는 조직과 들개파의 본거지로 사용된 도축장이 목포에 현존하는 것처럼 비춰지고 있는 점과 전라도 사투리로 이뤄진 거친 대사는 목포라는 도시의 이미지에 악영향을 초래할 수 있다고 밝혔다.[1][2]

## 캐스팅
- 조인성 : 박태수 역
- 정우성 : 한강식 역
- 배성우 : 양동철 역
- 류준열 : 최두일 역
- 김의성 : 김응수 역
- 김민재 : 백일동 역
- 정성모 : 박명훈 역
- 장명갑 : 엄현기 역
- 정은채 : 박시연 역
- 김소진 : 안희연 역
- 황승언 : 전희성/봉현화 역
- 오대환 : 송백호 역
- 정인기 : 홍성훈 역
- 송영창 : 이학철 역
- 고아성 : 김양 역
- 박정민 : 허기훈 역
- 조우진 : 박태수B 역
- 정원중 : 문희구 역
- 류태호 : 홍성찬 역
- 한수연 : 룸장모 역
- 이주연 : 차미련 역
- 이열음 : 을순 역
- 김규선 : 연실 역
- 장명갑 : 엄현기 역
- 송형수 : 우철희 역
- 남문철 : 야당 핵심인물 역
- 남명렬 : 김민재 역
- 최귀화 : 최민석 역
- 공상아 : 마담뚜 역
- 조완기 : 두일부하 1 역
- 박기만 : 두일부하 2 역
- 박건률 : 두일부하 3 역
- 염석무 : 두일부하 4 역
- 원근수 : 두일부하 5 역
- 황보정일 : 두일부하 6 역
- 김철환 : 두일부하 7 역
- 박진 : 두일부하 8 역
- 임욱진 : 두일부하 9 역
- 최두엽 : 두일부하 10 역
- 박국선 : 희성친구 1 역
- 금새록 : 희성친구 2 역
- 허인구 : 명훈부하 1 역
- 이병철 : 명훈부하 2 역
- 남택민 : 명훈부하 3 역
- 이윤희 : 무당 역
- 박팔영 : 태수 장인 역
- 육미라 : 태수 장모 역
- 소희정 : 지민 모 역
- 신류진 : 지민 역
- 김영직 : 야바위꾼 역
- 조대희 : 목포검사 역
- 박지홍 : 태수친구 1 역
- 정우영 : 태수친구 2 역
- 유현종 : 태수친구 3 역
- 박건태 : 태수친구 4 역
- 황준호 : 태수친구 5 역
- 차엽 : 유도남 역
- 장여빈 : 지민친구 1 역
- 김민하 : 지민친구 2 역
- 이창선 : 시연남친 역
- 곽순우 : 뿔테남 역
- 박진영 : 재벌총수 역
- 손영진 : 전직장관 역
- 임용순 : 건설사사장 역
- 최영도 : 사고남(트럭) 역
- 전진기 : 하태일 역
- 박채익 : 경찰서장 역
- 권혁 : 공안과 형사 역
- 조석현 : 헬스장 주인 역
- 고소현 : 이학철 딸 역
- 임은서 : 안희연 딸 역
- 박성근 : 엄현기 비서 역
- 김구경 : 홍성찬 비서 역
- 김상일 : 동물원 관리인 1 역
- 김용연 : 동물원 관리인 2 역
- 지민규 : 군인 1 역
- 유성주 : 군인 2 역
- 차지원 : 상희직원 1 역
- 김동혁 : 상희직원 2 역
- 김현창 : 변태고참 역
- 김태환 : 기타병장 역
- 트로이 : 테니스 외국인 강사 역
- 양기원 : 형사 1 역
- 권욱락 : 형사 2 역
- 정도원 : 검사 1 역
- 배용근 : 검사 2 역
- 권철 : 고위검사 2 역
- 박상규 : 고위검사 3 역
- 조증윤 : 고위검사 4 역
- 구민혁 : 고위검사 5 역
- 김병순 : 선배검사 1 역
- 김진구 : 선배검사 2 역
- 권혁준 : 2부 부장검사 역
- 윤택승 : 2부 검사 1 역
- 이석호 : 2부 검사 2 역
- 강득종 : 2부 검사 3 역
- 장종욱 : 2부 검사 4 역
- 지건우 : 들개파 1 역
- 미석 : 들개파 2 역
- 이규호 : 들개파 3 역
- 이원섭 : 들개파 4 역
- 정기선 : 들개파 5 역
- 서동석 : 들개파 6 역
- 김진만 : 들개파 7 역
- 오정환 : 들개파 8 역
- 안용우 : 들개파 9 역
- 홍광석 : 들개파 10 역
- 구혜연 : 펜트하우스걸 1 역
- 김연수 : 펜트하우스걸 2 역
- 김하림 : 펜트하우스걸 3 역
- 서하라 : 펜트하우스걸 4 역
- 이가경 : 펜트하우스걸 5 역
- 박시영 : 펜트하우스걸 6 역
- 유은채 : 펜트하우스걸 7 역
- 송하율 : 펜트하우스걸 8 역
- 이현지 : 펜트하우스걸 9 역
- 장승연 : 펜트하우스걸 10 역
- 금해나 : 펜트하우스걸 11 역
- 한미진 : 강식부인 역
- 김유주 : 동철부인 역
- 이나경 : 검사부인 1 역
- 박하솔 : 검사부인 2 역
- 김금순 : 목포검사부인 역
- 이서이 : 연수원 여 역
- 장용복 : 펜트하우스 박회장 역
- 신성훈 : 파트너 변호사 역
- 이시헌 : 피아노 검사 역
- 박성균 : 남 아나운서 역
- 김미혜 : 여 아나운서 역
- 한호용 : AM 아나운서 역
- 황주호 : PM 아나운서 역
- 전승엽 : 남자 패널 역
- 임향주 : 상희 동료 아나운서 1 역
- 이진샘 : 상희 동료 아나운서 2 역
- 박소진 : 상희 동료 아나운서 3 역
- 박광태 : 차미련 별장 남 1 역
- 박상혁 : 차미련 별장 남 2 역
- 이승민 : 차미련 별장 남 3 역
- 정준용 : 차미련 별장 남 4 역
- 한우종 : 차미련 별장 남 5 역
- 베누아 디 파스칼 : 차미련 별장 남 6 역
- 한지영 : 마담뚜 1 역
- 박정금 : 마담뚜 2 역
- 심재옥 : 마담뚜 3 역
- 김대우 : 욕하는 중학생 역
- 이세랑 : 지방유지 아줌마 1 역
- 윤부진 : 지방유지 아줌마 2 역
- 구자호 : 악사 역
- 임서준 : 신문기자 1 역
- 문성운 : 신문기자 2 역
- 이솔잎 : 상희 (대역) / 다이빙 여 역
- 김준영 : 통기타 치는 남자 역
- 심현지 : 태수 여비서 역
- 최인순 : 팬티 아줌마 역
- 김원진 : 매니지먼트 사장 역
- 임승묵 : 박태수 (대역)
- 김승필 : 양동철 (대역)
- 김선간 : 최두일 (대역)
- 김지혜 : 전희성 (대역)
- 조아라 : 희성친구 1 (대역)
- 김수영 : 희성친구 2 (대역)
- 우소라 : 출판기념회 현악4중주 역
- 서희은 : 출판기념회 현악4중주 역
- 신지현 : 출판기념회 현악4중주 역
- 서송은 : 출판기념회 현악4중주 역
- 최유희 : 휘트니스 클럽 여 1 역
- 구민정 : 휘트니스 클럽 여 2 역
- 권용식 : 남 아나운서 1 역
- 박재권 : 남 아나운서 2 역
- 김아중 : 임상희 역 (우정출연)
- 성동일 : 태수담임 역 (우정출연)

## 수상
- 2017년 제53회 백상예술대상 영화부문 남자 신인연기상 (류준열)
- 2017년 제53회 백상예술대상 영화부문 여자 조연상 (김소진)
- 2017년 제54회 대종상 시나리오상 (한재림)
- 2017년 제54회 대종상 남우조연상 (배성우)
- 2017년 제54회 대종상 여우조연상 (김소진)
- 2017년 제54회 대종상 편집상 (신민경)
- 2017년 제1회 더 서울어워즈 영화부문 남우신인상 (류준열)
- 2017년 제38회 청룡영화상 청정원 인기스타상 (조인성)
- 2017년 제38회 청룡영화상 편집상 (신민경)
- 2017년 제38회 청룡영화상 여우조연상 (김소진)
- 2017년 제17회 디렉터스 컷 시상식 특별언급상
- 2017년 제4회 한국영화제작가협회상 여우조연상 (김소진)
- 2018년 제9회 올해의 영화상 여우조연상 (김소진)
- 2018년 제12회 아시안 필름 어워드 편집상 (신민경)

## 참고 사항
- 몇몇 배우들은 전날 / 훗날 최종 보스 역할로 큰 인기를 얻어 재회하게 된다. 더 폰 배성우, 미션 파서블 오대환, 염력 + 열혈사제 김민재, 두 번째 남편 정성모, 택시운전사 + 늑대사냥 최귀화, 늑대사냥 성동일
- 김의성과 박국선은 2013년에 개봉한 영화 《런닝맨》 이후로 4년 만에 재회하는 작품이다.